# Beuditz
Beuditz is een klein dorp in het zuidoosten van de Duitse gemeente Naumburg (Saale), deelstaat Saksen-Anhalt, en telt 64 inwoners (januari 2020).
Het (weinig belangrijke) boerendorpje is één van de 31 Ortsteile van Naumburg. Het wordt vertegenwoordigd door de stadsdeelraad van het vlak ten noorden ervan gelegen Wettaburg. Zie voor meer informatie onder Wettaburg.